# Décennie 1270 en architecture
| Années de l'architecture : 1267 - 1268 - 1269 - 1270 - 1271 - 1272 - 1273    |
| Décennies de l'architecture : 1240 - 1250 - 1260 - 1270 - 1280 - 1290 - 1300 |

Cet article présente les faits marquants de la décennie 1270 en architecture.

## Événements
- 19 octobre 1275 : consécration de la cathédrale de Lausanne[1].
- 18 octobre 1279 : pose de la première pierre de la basilique Santa Maria Novella, construite à partir de 1278 par les Dominicains à Florence[2].

## Réalisations
- 1270 :
  - achèvement de la synagogue vieille-nouvelle à Prague, de style gothique[3].
  - reconstruction après un incendie du Domkirken, la cathédrale de Bergen en Norvège[4].
- 1270-1277 : reconstruction de l'abbaye de Hailes, en Angleterre[5].
- Vers 1270 : reconstruction de la synagogue d'Erfurt[6].
- 1271-1289 : construction de la tour de Kamieniets en Biélorussie[7].
- 13 avril 1272 : début de la construction de la Cathédrale Saint-Just-et-Saint-Pasteur de Narbonne, caractéristique du style gothique méridional[8].
- 31 octobre 1272 : achèvement de la cathédrale de Beauvais[9].
- 1272 :
  - construction du mausolée Otani à Kyôto pour abriter les cendres de Shinran par sa fille Kakushin-ni (1221-1281) ; en 1321, l'arrière-petit-fils de Shinran, Kakunyo (1270-1351), transforme le mausolée en « temple du vœu originel », le premier Hongan-ji[10].
  - construction de la tour du tambour et de la tour de la cloche à Pékin[11].
  - début de la construction des fortifications d'Aigues-Mortes[12].
  - date traditionnelle de la construction du pont Monnow, au Pays de Galles[13].
- 1272-1278 : Giovanni di Simone reprend la construction de la tour de Pise, interrompue depuis 1188, du 4e au 7e niveaux[14].
- 1272-1339 : construction de la façade de la cathédrale de Strasbourg (1272-1339)[15].
- 12 avril 1273 : incendie de la cathédrale de Ratisbonne[16] ; la reconstruction commence en 1275[17].
- 1273 :
  - début de la construction de la cathédrale Saint-Étienne de Limoges[18] et de la Cathédrale Saint-Étienne de Toulouse[19].
  - le chœur de la cathédrale de Bruxelles en style gothique normand commencé en 1226 est encore en chantier[20].
- 1275 : fin du gros œuvre de la cathédrale de Reims (commencé vers 1211)[21].
- Vers 1275 : construction du monastère de Gradac en Serbie par Hélène d'Anjou[22] (influence byzantine et gothique).
- Vers 1275-1369 : construction de la nouvelle cathédrale d'Exeter en style gothique décoratif[23].
- 25 mai 1277 :
  - début de la construction de la cathédrale de Rodez (jusqu'en 1550)[24].
  - début de la construction de la façade et des tours de la cathédrale de Strasbourg, réalisées sur les plans de l'architecte Erwin de Steinbach[25]
- 1277 :
  - début de la construction de la cathédrale d'Arezzo[26].
  - début de la construction du couvent des Augustins d'Erfurt[27].
- 1278 : Nicola Pisano achève la grande fontaine de Pérouse avec ses collaborateurs[28].
- 1279 : construction du temple Miaoying à Cambaluc (Pékin), par l'architecte Newar Aniko[29].

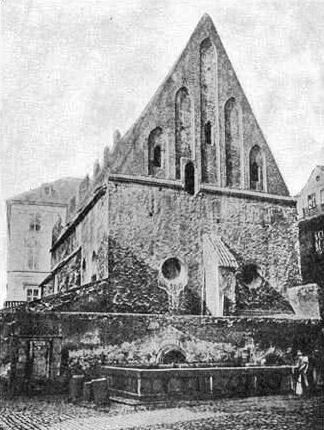
Synagogue Vieille-Nouvelle
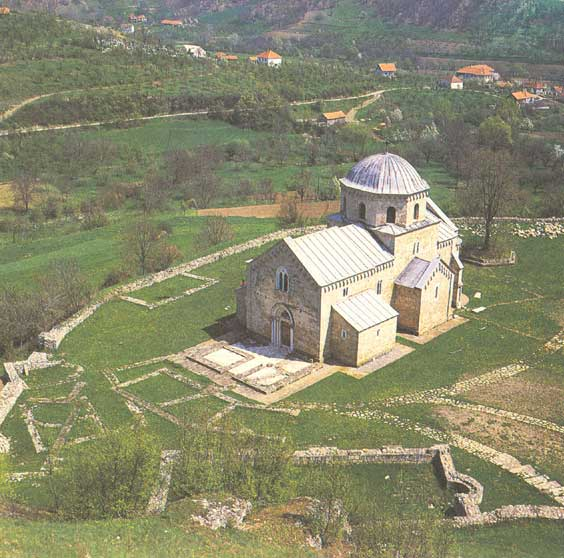
Monastère de Gradac
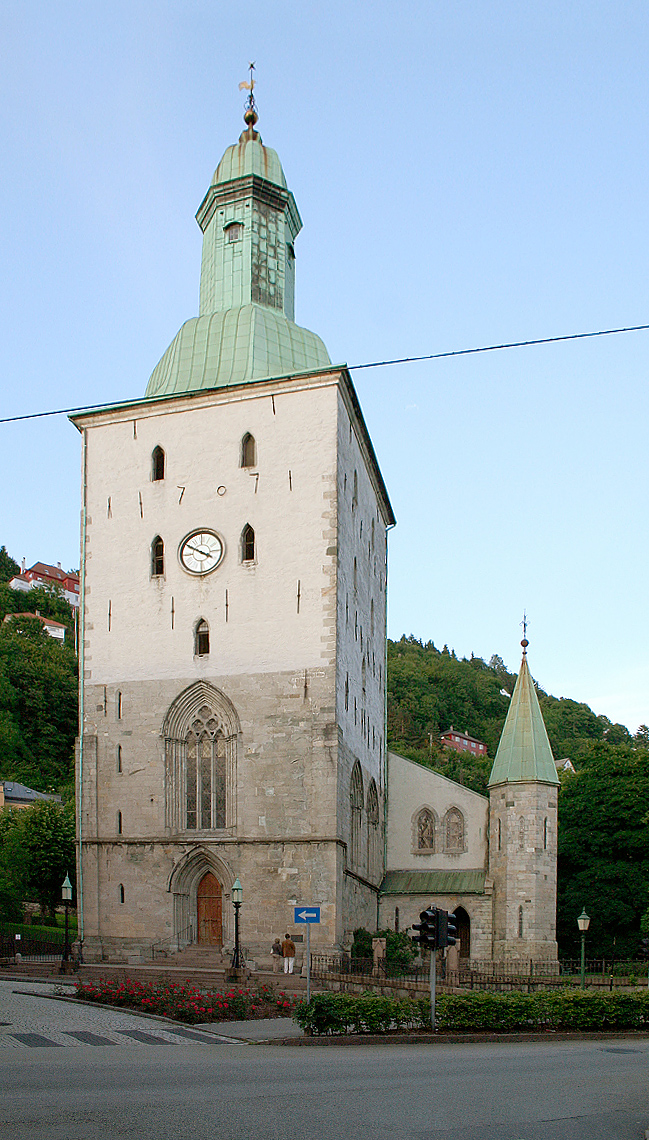
Domkirken
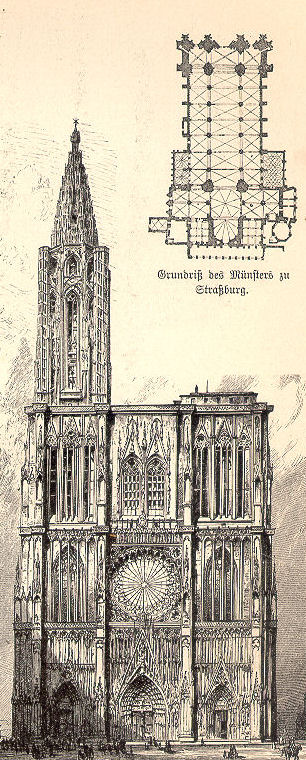
Cathédrale de Strasbourg. Gravure dans Pierers Universal-Lexikon, 1891
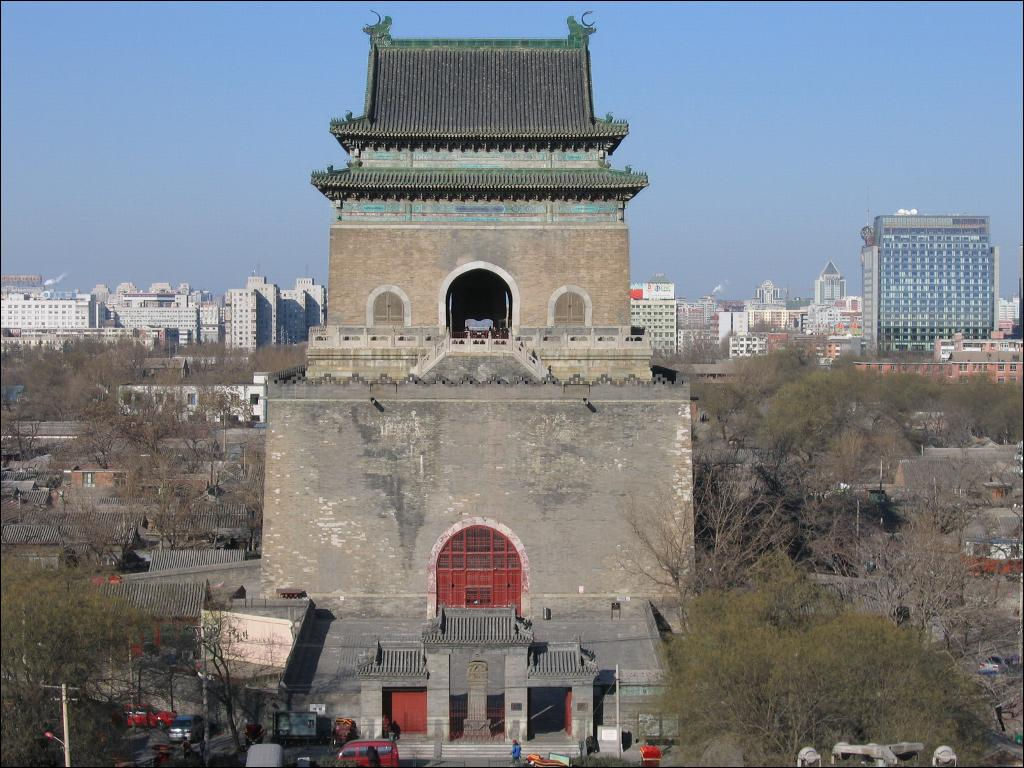
La tour de la cloche à Pékin
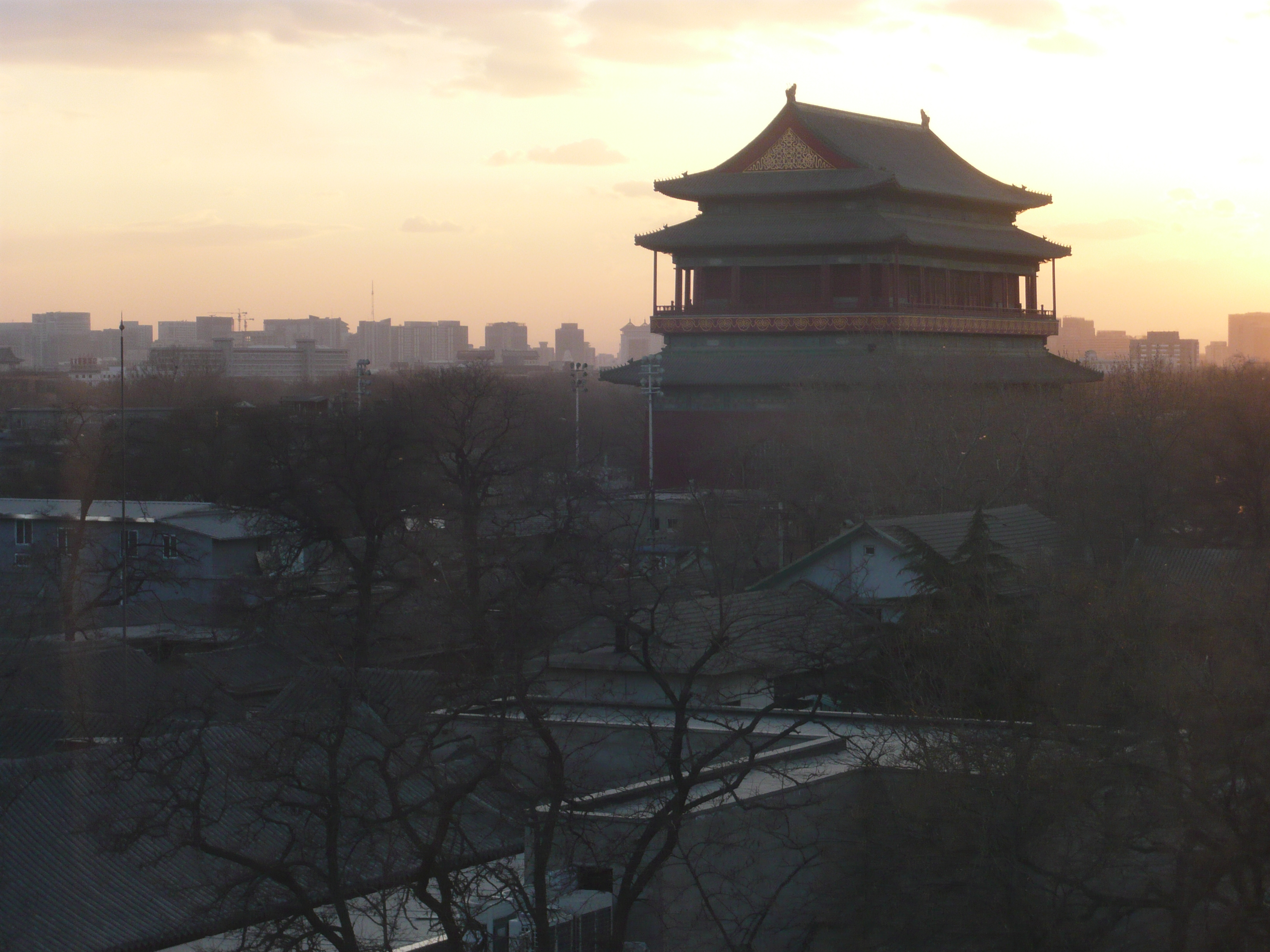
La tour du tambour
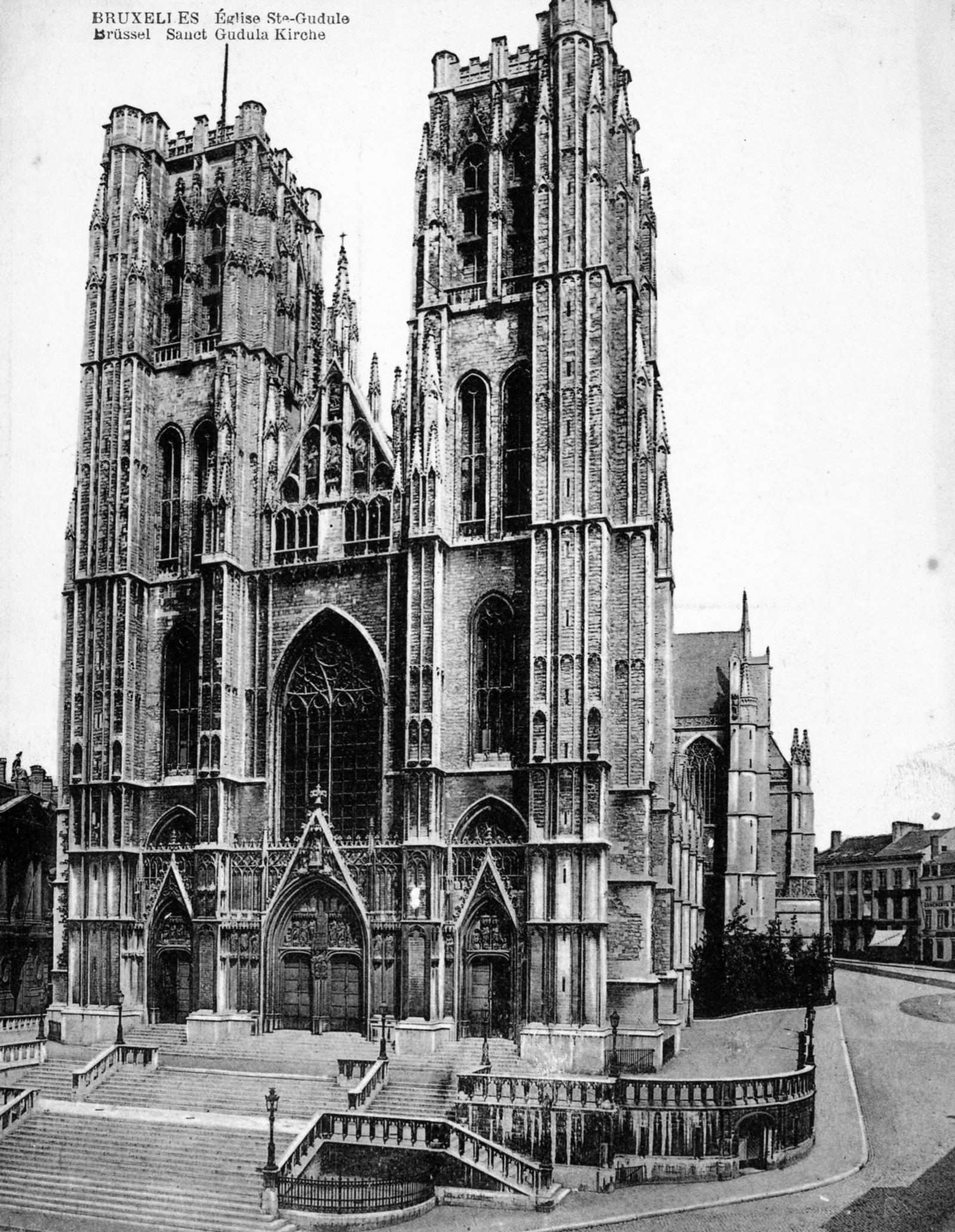
Cathédrale Saints-Michel-et-Gudule de Bruxelles
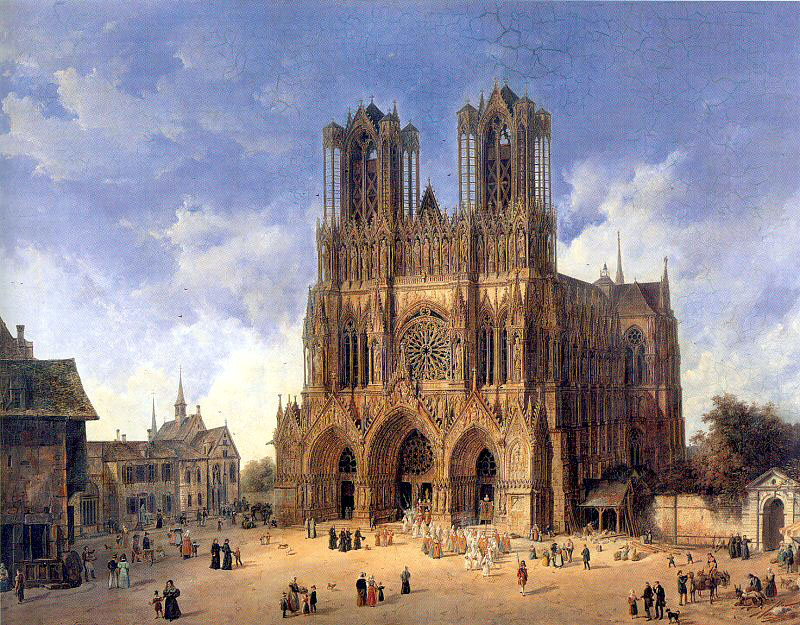
Cathédrale Notre-Dame de Reims
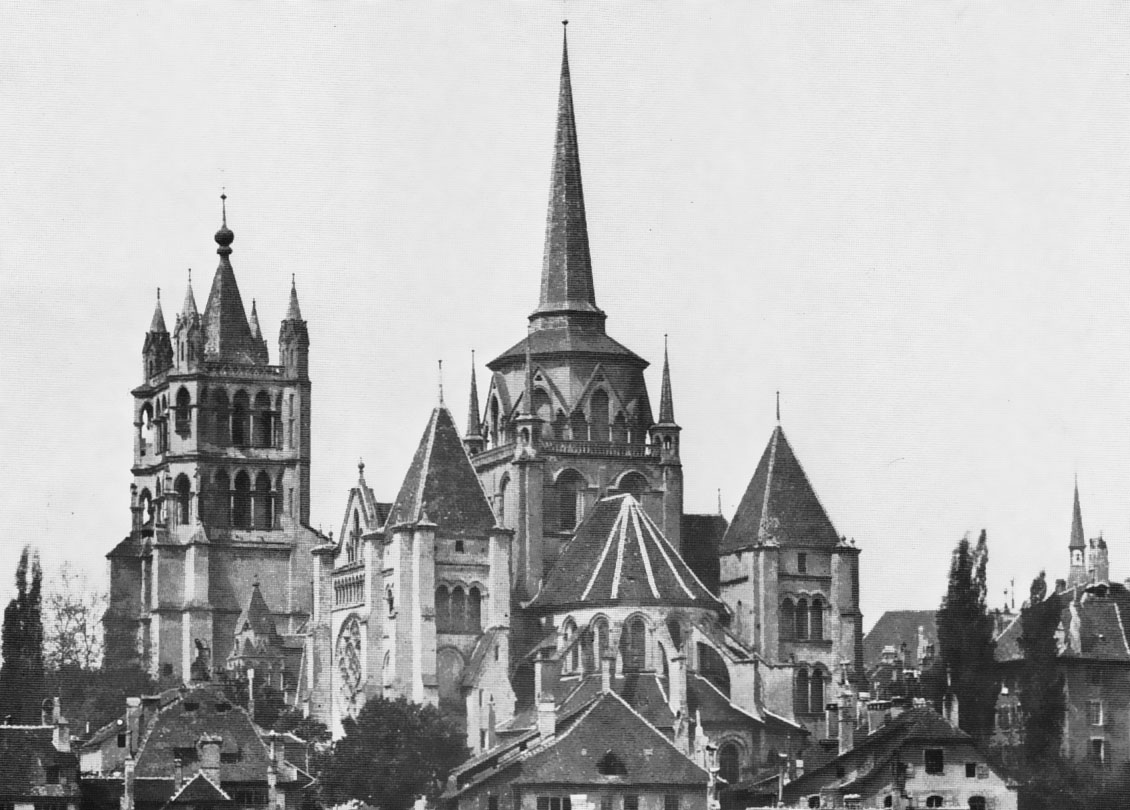
Cathédrale de Lausanne
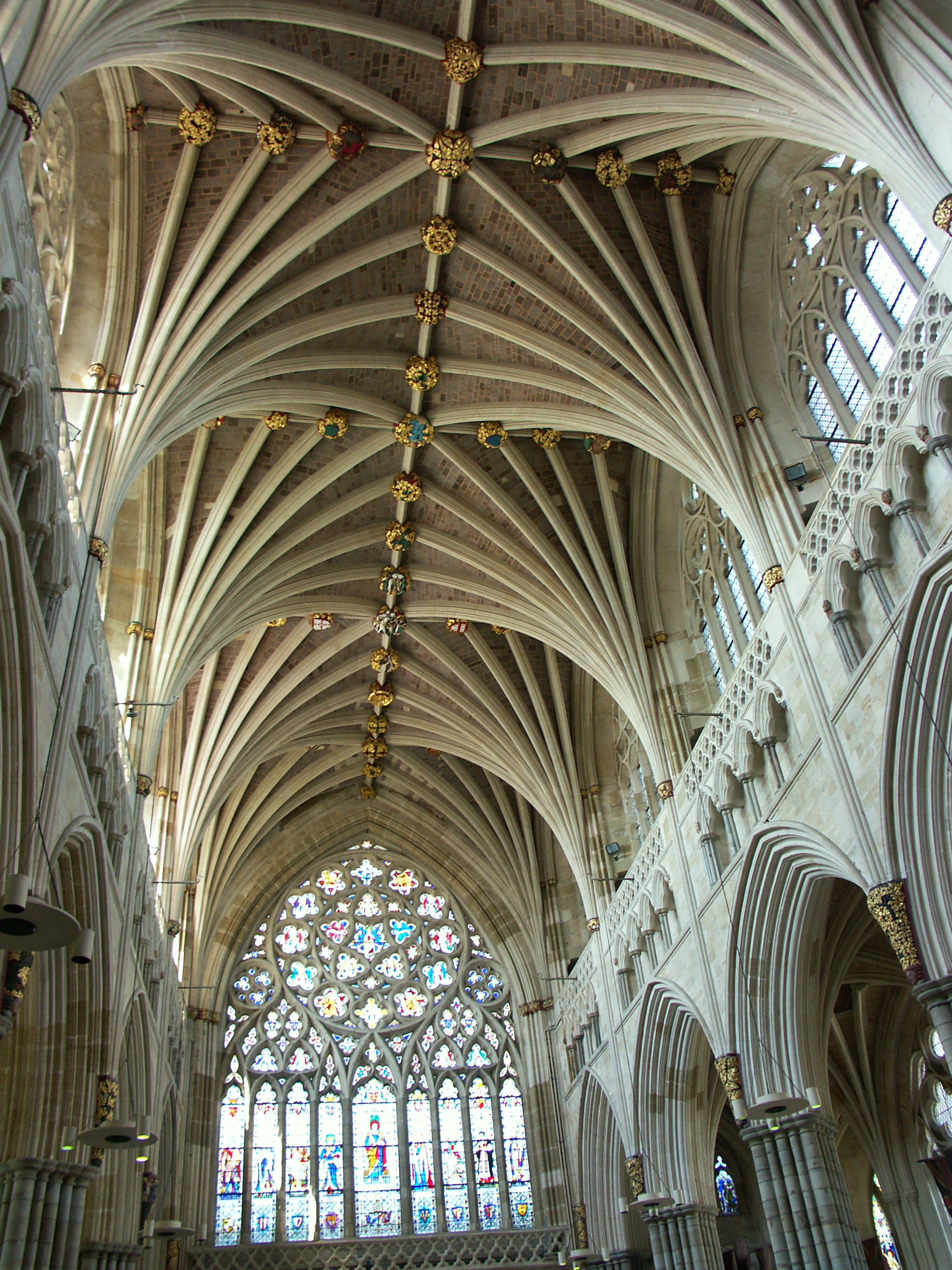
Cathédrale d'Exeter
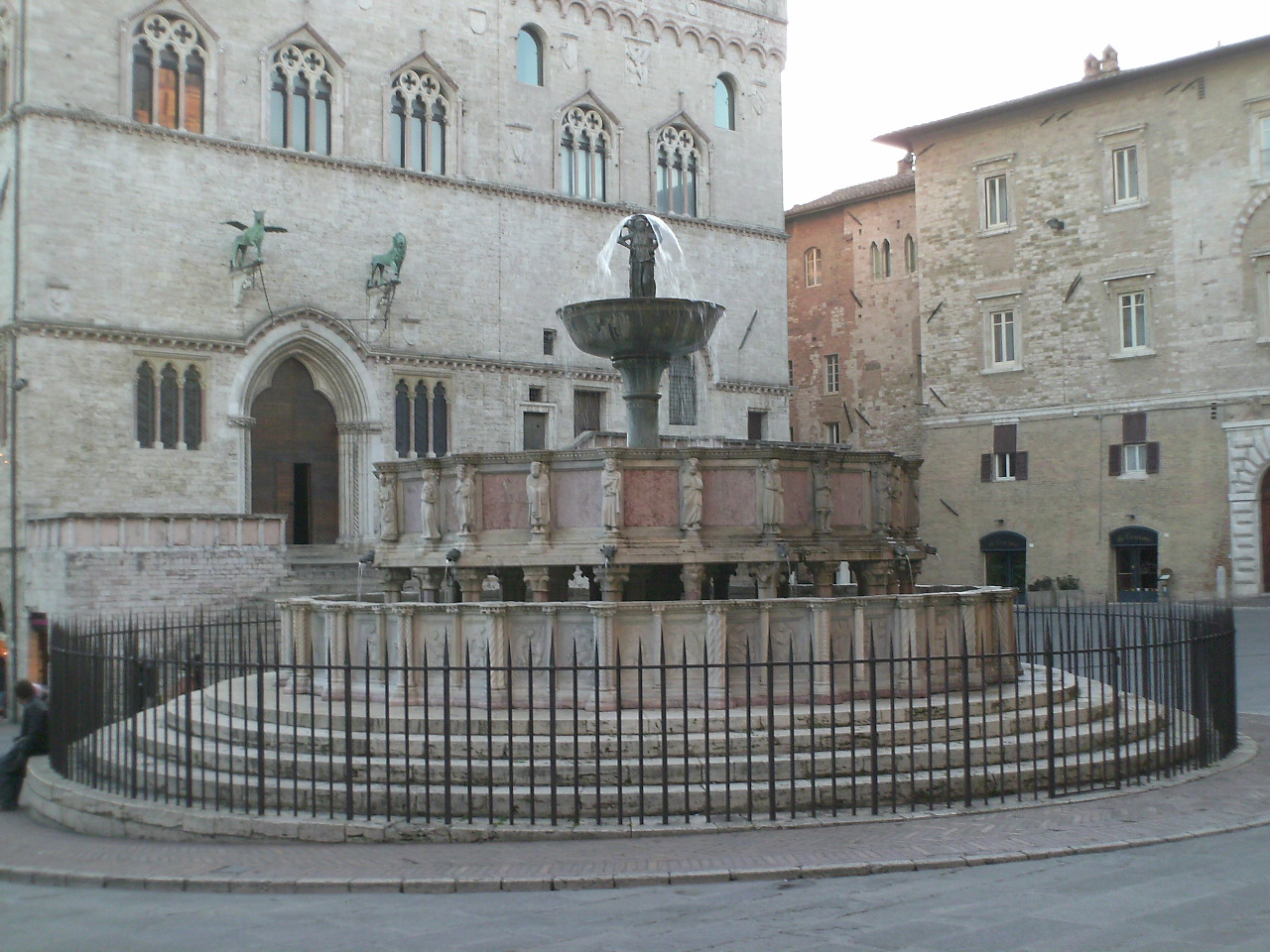
Fontana Maggiore